# Yazganite
La yazganite è un minerale appartenente al gruppo dell'alluaudite.